# Team U.P.
Team U.P. is een familiemusical van Tijl Dauwe in samenwerking met Studio 100 en Ketnet. De hoofdrollen werden vertolkt door Goele De Raedt (als directrice Conny) en Sander Gillis (als Tist, het klunzige hulpje van Conny). De naam U.P. staat voor Universiteit voor Prestatie. Samen met deze cast werden onder meer 38 shows gespeeld en een videoclip gemaakt.

## Geschiedenis
De musical Team U.P. is de vierde Ketnet-musical. De audities begonnen op de Ketnet Zomertour met meer dan 1200 kandidaten. De cast werd na verschillende ronden gekozen. Deze bestaat uit 24 jongeren en 3 volwassenen. Tijdens het televisieluik werden de sprekende rollen gekozen.
De muziek van de musical bestaat voor een groot deel uit bestaande Ketnet- en Studio 100-nummers. Deze nummers werden speciaal voor de musical opnieuw gearrangeerd. Daarnaast werden er enkele nieuwe nummers geschreven, waaronder Ik Doe Mee en Team Up.

## Verhaal
In sportschool U.P. komt Lars terecht. Lars is de zoon van een groot sporter. Conny wil er alles aan doen om ervoor te zorgen dat Lars de beste sporter van de school is, en dit niet altijd op een eerlijke manier.

## Rolverdeling
| Rol              | Speler | Understudy          |
| ---------------- | --- | ------------------- |
| Directrice Conny | Goele De Raedt |                     |
| Tist             | Sander Gillis |                     |
| Jessica          | Jolien De Clerck | Charlotte Suijs     |
| Lars             | Ruben Dejaegher | Luis De Vuyst       |
| Puck             | Anke Verhoeven | Alexanne Vervoort   |
| Jo               | Nono Wauters | Noah Apers          |
| Bo               | Marthe Willems | Marie De Landtsheer |
| Jacob            | Rune Wittouck | Wouter Burssens     |
| Milou            | Anne-Laure Schoonjans | Hayley Gratton      |
| Ensemble         | Alexanne Vervoort, Arthur Vets, Célia Arena, Freek Hannes, Hayley Gratton, Ian Kerckaert, Laura Jansegers, Laura Robaeys, Laute Van de Putte, Luis De Vuyst, Marie De Landtsheer, Marilyn Bultot, Marthe Willems, Nina Jaenen, Noah Apers, Sam Scheipers, (Saranne Lodewijckx,) Seppe Cromphout, Seppe Lesenne & Wouter Burssens |                     |

## Soundtrack
De muziek uit de musical bestaat voor een groot deel uit bestaande Ketnet- en Studio 100-nummers. Deze nummers werden speciaal voor de musical opnieuw gearrangeerd. Daarnaast werden er ook twee nieuwe nummers geschreven: Ik Doe Mee en Team Up.
| Titel                       | Oorspronkelijke artiest                    | Uitvoerder                                             | Opmerkingen                                   |
| --------------------------- | ------------------------------------------ | ------------------------------------------------------ | --------------------------------------------- |
| Ochtendgymnastiek           | Samson en Gert                             | Cast                                                   |                                               |
| Alles Geven                 | De Juniors van 2011 (Junior Eurosong 2011) | Conny, Puck, Milou, Jack en cast                       |                                               |
| Poco Loco                   | Ketnetband                                 | Lars, Puck, Jessica en cast                            |                                               |
| Maak Ze Mooi                | Sneeuwwitje                                | Conny, Tist en cast                                    |                                               |
| Jij, Jij Spiertje           | Mega Mindy (Jij, Jij Toby)                 | Jo, Bo, Tist en cast                                   |                                               |
| Tocht Door Het Donker       | Thor Salden (Eurosong for Kids 2006)       | Lars, Puck, Milou, Jack, Jo, Bo en cast                |                                               |
| Zo Verliefd                 | Laura Omloop (Junior Eurosong 2009)        | Lars, Puck en cast                                     |                                               |
| Ochtendgymnastiek (Reprise) | Samson en Gert                             | Cast                                                   | Dit nummer werd enkel in de musical gebruikt. |
| Team Up                     | Speciaal geschreven                        | Lars, Puck, Jo, Bo en cast                             |                                               |
| Get Up!                     | Jill & Lauren (Junior Eurosong 2010)       | Jack en cast                                           | Dit nummer is uit de musical geschreven.      |
| Jong                        | Spring                                     | Lars, Puck, Jo, Bo en cast                             |                                               |
| Met De Trein Naar Oostende  | Spring                                     | Conny, Lars, Puck, Milou, Jack, Jo, Bo en cast         |                                               |
| Team Up (Reprise)           |                                            | Cast                                                   | Dit nummer werd enkel in de musical gebruikt. |
| Play-O                      | K3                                         | Tist, Jessica, Lars, Puck, Milou, Jack, Jo, Bo en cast |                                               |
| Ik Doe Mee                  | Speciaal geschreven                        | Lars, Puck, Jo, Bo, Jessica, Tist en cast              |                                               |
| Megamix                     | -                                          | Cast                                                   |                                               |

## Trivia
- Alexanne Vervoort kon door blessures niet meer meespelen tijdens de voorstellingen, daarom verving Saranne Lodewijckx uit Kadanza Together haar.
- Ook Hayley raakte geblesseerd en kon de voorstellingen in Oostende en Antwerpen niet meer meespelen.

'14-'18 · '40-'45 (België) · '40-'45 (Nederland) · De 3 Biggetjes · 3 Musketiers · Aida · Alice in Wonderland · A xXxmas Carola · Anatevka · Assepoester · Belle en het Beest · Billie Holiday · Bloedbroeders · The Bodyguard · Cabaret · Camelot · Cats · Chicago · Ciske de Rat · Cyrano de Bergerac · De Schone van Boskoop · Daens · Dirty Dancing · Doe Maar! · Domino · Doornroosje · Dracula · Drood · Elisabeth · Evita · Fame · De Finale · Flashdance · Foxtrot · Goodbye, Norma Jeane · Grease · Hair · High School Musical · De Jantjes · Jekyll & Hyde · Jersey Boys · Jesus Christ Superstar · Kadanza · De kleine zeemeermin · Koning van Katoren · Kruimeltje · Kuifje: De Zonnetempel · Kunt u mij de weg naar Hamelen vertellen, mijnheer? · The Last Five Years · Lelies · The Lion King · The Little Mermaid · Love Story · Lover of Loser · Mamma Mia! · De man van La Mancha · Mary Poppins · Les Misérables · Miss Saigon · Muerto! · De Muze van Rubens · My Fair Lady · On Your Feet! · Op hoop van Zegen · Oorlogswinter · The Passion · Pauline & Paulette · The Phantom of the Opera · Pinokkio · Red Star Line · Rembrandt · Robin Hood · Romeo en Julia, van Haat tot Liefde · De Rozenoorlog · Shhh...it happens! · Shrek · Soldaat van Oranje · Spring Awakening · De sprookjesmusical Klaas Vaak · Sneeuwwitje · The Sound of Music · Tarzan · Titanic · Turks fruit · Urinetown · De Vliegende Hollander · Wat Zien Ik?! · Wicked · The Wild Party · The Wiz · Wickie de viking de musical
    Portaal Musical